# NN-236
La carretera NN-236 es una vía de la red de carreteras departamentales de Nicaragua, bajo la jurisdicción del MTI. Está identificada como parte de la red vial oficial, pero aún no se dispone de datos públicos sobre su recorrido, longitud, fecha de inauguración o puntos de cruce.

## Trazado y cruces
Actualmente no se cuenta con información suficiente para detallar su trazado o conexiones. Esta sección está pendiente de actualización cuando se publiquen datos oficiales del MTI o fuentes verificables.

## Coordenadas
No disponibles.